# Michael Contreras
Michael Contreras Araya (Iquique, Región de Tarapacá, Chile, nació el 10 de febrero de 1993) es un futbolista chileno que se desempeña como lateral/volante.

## Trayectoria
Formado en Deportes Iquique, debutó el año 2010 con 17 años en la Copa Chile en su club formador, de la mano del entrenador José Cantillana.
En la Primera División de Chile, el año 2011 empezó a ganar minutos jugando contra Universidad de Concepción con Victor Hugo Sarabia. De ahí en adelante, obtuvo continuidad siendo titular en el equipo, jugando para el entrenador José Cantillana.
Ante la llegada de Fernando Vergara a Deportes Iquique en 2011, Michael fue titular indiscutido e hizo una destacable campaña en el Clausura, que terminó con el equipo disputando la Copa Sudamericana del mismo año y del 2012 y clasificando con los iquiqueños a la Copa Libertadores de América 2013.
Las destacadas actuaciones mencionadas, provocaron la llegada de Contreras a la Universidad de Chile, durante el primer semestre del 2013, para jugar por el Torneo de Transición, la Copa Chile y la Copa Libertadores de América.
Al no ser considerado por el entrenador de la Universidad de Chile Marco Antonio Figueroa; en julio de 2013, el club universitario decidió enviarlo a préstamo a Cobresal de la Primera División de Chile. En el club minero, Contreras se reencontrará con José Cantillana, el mismo entrenador que lo hizo debutar profesionalmente en Deportes Iquique, en donde clasifican a la Copa Sudamericana.
Al término de este préstamo, (Club de Deportes Iquique lo consideró para ser el nuevo refuerzo de los dragones celestes (2014-2015), donde estuvo con Hector Pinto y posteriormente Nelson Acosta; quien mostró interés en el volante para que continuara en la siguiente temporada.
En julio del 2015, vuelve a la Universidad de Chile con la aprobación de Martín Lasarte. Donde no sumo minutos con la camiseta azul, por un "error" de dirigencia, en el que al jugador no lo inscribieron al campeonato. 
A comienzos del 2016, el futbolista figuró como refuerzo de Everton de Viña del Mar donde sumó minutos con Víctor Rivero en el campeonato de transición de la primera B, donde finalmente consiguen el ascenso en manos del DT Hector Tapia.
En julio del mismo año, Contreras fue considerado para ser refuerzo del Club de Deportes Cobreloa, donde se ha mantenido hasta la actualidad por su desempeño en la institución.

## Selección nacional
Contreras debutó con la selección mayor de Chile el 21 de diciembre de 2011 en un amistoso contra Paraguay. En este encuentro jugó desde el primer minuto, pero fue expulsado al minuto cincuenta tras recibir una segunda amarilla luego de cometer penal. A pesar de esto, Chile ganó por 3-2.

### Partidos internacionales
| 1     | 21 de diciembre de 2011 | Estadio La Portada, La Serena, Chile | Chile | 3-2 | Paraguay |  |  | Claudio Borghi | Amistoso |
| Total | Presencias              | 1                                    | Goles | 0   |          |  |  |                |          |

| Selección chilena | Selección chilena | Selección chilena |
| Año               | Partidos          | Goles             |
| ----------------- | ----------------- | ----------------- |
| 2011              | 1                 | 0                 |
| Total             | 1                 | 0                 |

## Estadísticas
| Club                         | Div.          | Temporada     | Liga  | Liga  | Copas nacionales | Copas nacionales | Torneos internacionales | Torneos internacionales | Total | Total | Media goleadora |
| Club                         | Div.          | Temporada     | Part. | Goles | Part.            | Goles            | Part.                   | Goles                   | Part. | Goles | Media goleadora |
| ---------------------------- | ------------- | ------------- | ----- | ----- | ---------------- | ---------------- | ----------------------- | ----------------------- | ----- | ----- | --------------- |
| Deportes Iquique · Chile     | 1ª            | 2011          | 23    | 0     | 1                | 0                | —                       | —                       | 24    | 0     | 0.00            |
| Deportes Iquique · Chile     | 1ª            | 2012          | 7     | 0     | 2                | 0                | —                       | —                       | 9     | 0     | 0.00            |
| Deportes Iquique · Chile     | 1ª            | 2014-15       | 13    | 1     | —                | —                | —                       | —                       | 13    | 1     | 0.08            |
| Deportes Iquique · Chile     | Total club    | Total club    | 43    | 1     | 3                | 0                | 0                       | 0                       | 46    | 1     | 0.02            |
| Universidad de Chile · Chile | 1ª            | 2013          | 3     | 1     | 1                | 0                | 1                       | 0                       | 5     | 1     | 0.20            |
| Universidad de Chile · Chile | 1ª            | 2014-15       | —     | —     | 1                | 0                | —                       | —                       | 1     | 0     | 0.00            |
| Universidad de Chile · Chile | Total club    | Total club    | 3     | 1     | 2                | 0                | 1                       | 0                       | 6     | 1     | 0.17            |
| Cobresal · Chile             | 1ª            | 2013-14       | 15    | 2     | 3                | 0                | —                       | —                       | 18    | 2     | 0.11            |
| Cobresal · Chile             | Total club    | Total club    | 15    | 2     | 3                | 0                | 0                       | 0                       | 18    | 2     | 0.11            |
| Everton · Chile              | 2ª            | 2015-16       | 9     | 0     | —                | —                | —                       | —                       | 9     | 0     | 0.00            |
| Everton · Chile              | Total club    | Total club    | 9     | 0     | 0                | 0                | 0                       | 0                       | 9     | 0     | 0.00            |
| Cobreloa · Chile             | 2ª            | 2016-17       | 21    | 1     | 4                | 0                | —                       | —                       | 25    | 1     | 0.04            |
| Cobreloa · Chile             | 2ª            | 2017          | 13    | 2     | —                | —                | —                       | —                       | 3     | 0     | 0.00            |
| Cobreloa · Chile             | Total club    | Total club    | 24    | 1     | 4                | 0                | 0                       | 0                       | 28    | 1     | 0.04            |
| Total carrera                | Total carrera | Total carrera | 94    | 5     | 12               | 0                | 1                       | 0                       | 107   | 5     | 0.05            |
| 1. 2. 3.                     |               |               |       |       |                  |                  |                         |                         |       |       |                 |

## Palmarés

### Campeonatos nacionales
| Título             | Club                 | País  | Año     |
| ------------------ | -------------------- | ----- | ------- |
| Primera B          | Deportes Iquique     | Chile | 2010    |
| Copa Chile         | Deportes Iquique     | Chile | 2010    |
| Copa Chile         | Universidad de Chile | Chile | 2012-13 |
| Supercopa de Chile | Universidad de Chile | Chile | 2015    |
| Copa Chile         | Universidad de Chile | Chile | 2015    |